# Tom Darling
Thomas Ward "Tom" Darling (født 4. maj 1958) er en amerikansk tidligere roer.
Darling var med i USA's otter, der vandt sølv ved OL 1984 i Los Angeles. Amerikanerne tabte knebent i finalen til Canada, der tog guldet, mens Australien fik bronze. Den øvrige besætning i amerikanernes båd var Andrew Sudduth, Chip Lubsen, John Terwilliger, Chris Penny, Fred Borchelt, Charles Clapp, Bruce Ibbetson og styrmand Bob Jaugstetter. Ved OL 1988 i Seoul var Darling med i amerikanernes firer med styrmand, der blev nr. 5.

## OL-medaljer
- 1984:  Sølv i otter